# Méridien de Ferro
Pour les articles homonymes, voir Ferro.

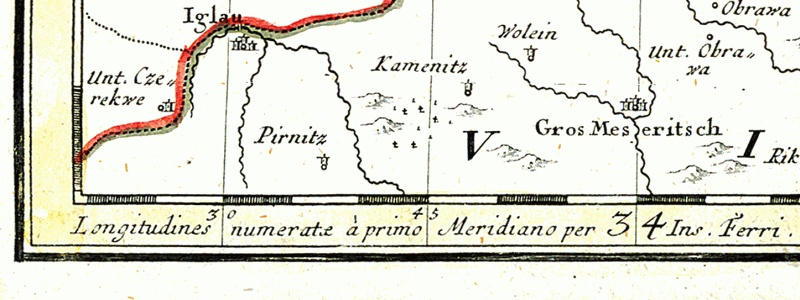
Détail d'une carte de Haute-Silésie datant de 1746, comportant le texte en latin : Longitudines numeratæ à primo Meridiano per Ins[ula] Ferri.

Le méridien de Ferro (ou méridien de l'île de Fer) est un méridien utilisé par le passé comme méridien d'origine en Europe, correspondant à la partie occidentale d'El Hierro, île la plus à l'ouest de l'archipel des îles Canaries.

## Histoire

### Origine

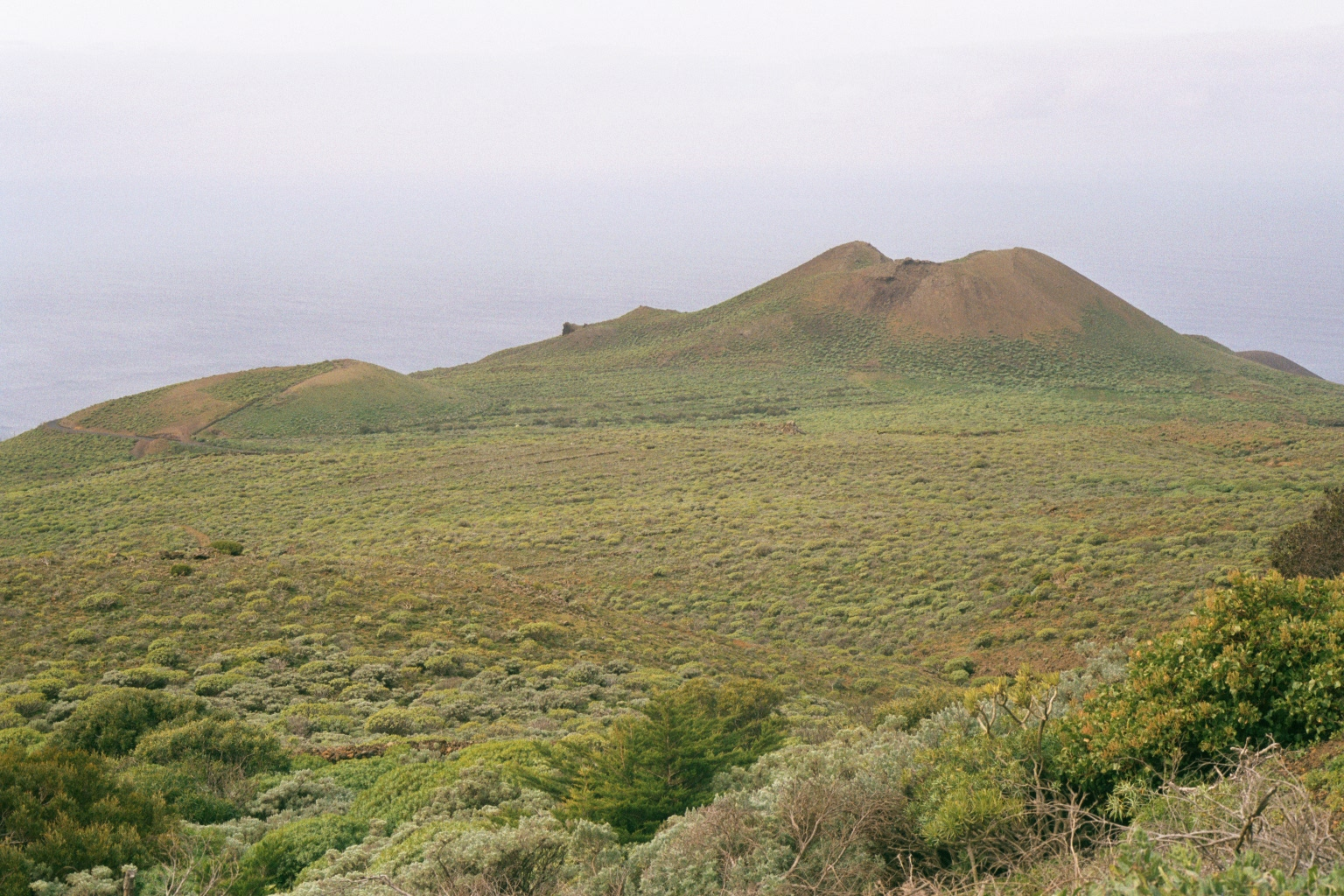
Extrémité occidentale de l'île d'El Hierro.

Au IIe siècle av. J.-C., à la suite de son prédécesseur Marinos de Tyr, Ptolémée place dans sa Géographie le méridien origine dans les îles des Bienheureux, identifiées comme la partie occidentale des îles Canaries, à l'époque le point le plus occidental du monde connu. Ptolémée base alors ses calculs de longitude sur la position la plus occidentale connue, permettant de réaliser des cartes avec des longitudes exclusivement positives. En Europe, la Géographie de Ptolémée reste une référence jusqu'aux grandes découvertes maritimes des XVe et XVIe siècles.

### Détermination
À partir du XVIe siècle, les puissances européennes choisissent un méridien d'origine qui leur est propre : l'île de Terceira aux Açores pour le Portugal, Tolède pour l'Espagne, Tenerife aux Canaries pour les Pays-Bas, etc. Conscient des problèmes posés par cette pluralité de références, le roi français Louis XIII réunit en 1634 les plus importants géographes et astronomes d'Europe pour qu'ils s'accordent sur la définition d'un premier méridien unique. Fortement imprégnés des idées de Ptolémée, les savants décident de le situer à El Hierro, alors appelée « île de Fer ». Cette position à l'extrême ouest a l'avantage d'indiquer des longitudes positives commodes pour tout l'Ancien Monde. L'île de Flores aux Açores est située plus à l'ouest, mais sa découverte européenne ne date que du début du XVe siècle et son appartenance à l'Ancien Monde est alors incertaine[réf. souhaitée].
En conséquence, Louis XIII décrète par ordonnance que toutes les cartes et globes terrestres de France doivent utiliser le méridien de l'île de Fer comme référence de l'origine des longitudes. Bien que ne s'adressant qu'aux géographes de France, cette décision est acceptée par de nombreux géographes européens — en dehors du monde britannique — et utilisée jusqu'au début du XIXe siècle. Elle est officiellement abandonnée en 1792 au profit du méridien de Paris, puis du méridien de Greenwich en 1911.
Le méridien de l'île de Fer a été positionné à 20° 00′ 00″ à l'ouest du méridien de Paris, les calculs de l'époque plaçant l'île sur ce méridien, sans plus de précision. Avec les mesures actuelles, le méridien de Paris étant situé à 2° 20′ 14″ à l'est du méridien de Greenwich, la longitude du méridien d'El Hierro serait de 17° 39′ 46″ Ouest. Les longitudes de l'île d'El Hierro étant comprises entre 18° 09′ 40″ O et 17° 52′ 57″ O : le méridien de l'île de Fer passerait donc 13′ à l'est de l'extrémité orientale de l'île.
Pour les réseaux géodésiques d'Allemagne, Autriche et Tchécoslovaquie, la valeur 17° 40′ 00″ est adoptée dans les années 1920, à la fois pour des raisons pratiques et parce qu'il avait été découvert que la longitude du point fondamental de Berlin (au Rauenberg) était erronée de 13,39″. Pour les réseaux géodésiques de Hongrie et de Yougoslavie, la "valeur d'Albrecht Penck" est utilisée avant de passer définitivement au méridien de Greenwich.